# Isole degli Antipodi
Le Isole degli Antipodi (in inglese Antipodes Islands, in māori Moutere Mahue, lett. "isole abbandonate") sono un gruppo di isole disabitate e inospitali a sud della Nuova Zelanda, di cui fanno parte territorialmente. Si trovano 650 km a sud-est dell'Isola Stewart. Il gruppo consiste di un'isola principale di 60 km² di superficie, l'isola Bollons di 2 km² più a nord, e numerose isolette e scogli.
Insieme con le Isole Auckland, Bounty, Campbell e Snares, le Isole degli Antipodi sono state inserite nel 1998 nell'elenco dei Patrimoni dell'umanità dell'UNESCO, col nome unitario di Isole sub-antartiche della Nuova Zelanda.
Le Isole degli Antipodi prendono il nome dalla loro presunta posizione antipodale rispetto al Regno Unito. Anche se sono le terre più vicine ai veri antipodi del Regno Unito, la loro posizione (49°41' S, 178°48' E) è agli antipodi di un punto a pochi chilometri a est di Cherbourg sulla costa settentrionale della Francia.

## Storia
Il gruppo di isole venne rilevato per la prima volta nel 1800 dal capitano Henry Waterhouse della nave britannica HMS Reliance. Un tentativo di stabilire del bestiame sulle isole ebbe breve durata (così come, a causa del clima, il bestiame stesso). Quando la nave Spirit of Dawn affondò vicino alla costa dell'isola principale nel 1893, gli undici membri sopravvissuti dell'equipaggio passarono quasi tre mesi vivendo come naufraghi sull'isola, nutrendosi solamente di uccelli marini crudi. Ironicamente, un deposito per naufraghi ben fornito era disponibile sull'altro lato dell'isola. 
Il deposito fu trovato e usato dall'equipaggio della President Felix Faure naufragata nella baia di Anchorage nel 1908. L'ultimo naufragio alle Antipodi fu, nel 1999, quello dello yacht Totorore, che costò la vita a due persone. Nel 1886 fu trovato sull'isola principale, a circa un metro di profondità, un coccio testimoniante la visita delle isole da parte delle popolazioni polinesiane prima del 1800. Questo coccio è ora esposto al Te Papa Museum di Wellington.

## Fauna
Le isole degli Antipodi sono classificate da BirdLife International come Important Bird and Biodiversity Area (IBA) in quanto sito di nidificazione esclusivo di alcune specie di uccelli come il beccaccino subantartico (Coenocorypha aucklandica), il parrocchetto delle Antipodi (Cyanoramphus unicolor) e l'albatro delle Antipodi (Diomedea antipodensis). Le isole sono inoltre il sito di nidificazione di oltre 50.000 coppie di pinguini crestati maggiori (Eudyptes sclateri) e di cospicue colonie di pinguino saltarocce (Eudyptes chrysocome), albatro sopracciglio nero (Thalassarche melanophris), albatro mantochiaro (Phoebetria palpebrata), ossifraga del nord (Macronectes halli), petrello grigio (Procellaria cinerea) e petrello mentobianco (Procellaria aequinoctialis).

## Flora
La flora delle isole comprende alcuni tipi di piante conosciute come megaerbe.